# Station Varde
Station Varde is een spoorwegstation in het Deense Varde. Het station ligt aan de lijnen Esbjerg - Struer en Varde - Tarm. Voorheen lag het ook aan de lijn Varde - Grindsted.
Het stationsgebouw dateert uit 1874 en is een ontwerp van de architect N.P.C. Holsøe.